# Conus harasewychi
Conus harasewychi är en snäckart som beskrevs av Edward James Petuch 1987. Conus harasewychi ingår i släktet Conus och familjen kägelsnäckor. Inga underarter finns listade i Catalogue of Life.